# Cattedrale di Solsona
La cattedrale di Santa Maria (in spagnolo: Catedral de Santa María) è il principale luogo di culto della città di Solsona, in Spagna, sede vescovile dell'omonima diocesi.